# Dolno Koszovraszti
Dolno Koszovraszti (macedónul: Долно Косоврасти) település Észak-Macedóniában, a Délnyugati körzet Debari járásában.

## Népesség
| Lakosok száma | 441  | 455  | 405  | 394  | 538  | 677  | 689  | 813  | 752  |
|               | 1948 | 1953 | 1961 | 1971 | 1981 | 1991 | 1994 | 2002 | 2021 |

2002-ben 813 lakosa volt, akik közül 388 macedón, 224 török, 4 albán és 197 egyéb nemzetiségű.